# Hawkins (lớp tàu tuần dương)
Lớp tàu tuần dương Hawkins là một lớp tàu tuần dương hạng nặng của Hải quân Hoàng gia Anh Quốc bao gồm năm chiếc được thiết kế vào năm 1915 và được chế tạo trong khi Chiến tranh Thế giới thứ nhất đang diễn ra. Mọi chiếc trong lớp đều được đặt tên theo những thuyền trưởng lừng danh trong thời kỳ Elizabeth. Ba chiếc tàu tuần dương trong lớp đã còn lại cho đến năm 1939 và đã phục vụ trong Chiến tranh Thế giới thứ hai, khi Effingham bị đắm sớm vào đầu cuộc chiến. Đây quả là điều không bình thường vì Raleigh cũng bị mất trong một hoàn cảnh đắm tàu tương tự tại một dãi đá ngầm không biểu thị trên hải đồ vào năm 1922 và Vindictive cũng suýt bị mất do mắc cạn vào năm 1919. Cho dù không còn là một tàu tuần dương, Vindictive cũng đã phục vụ trong suốt cuộc chiến tranh này. Lớp tàu này đã tạo nên căn bản cho định nghĩa về kiểu tàu tuần dương hạng nặng trong Hiệp ước Hải quân Washington năm 1922.

## Thiết kế

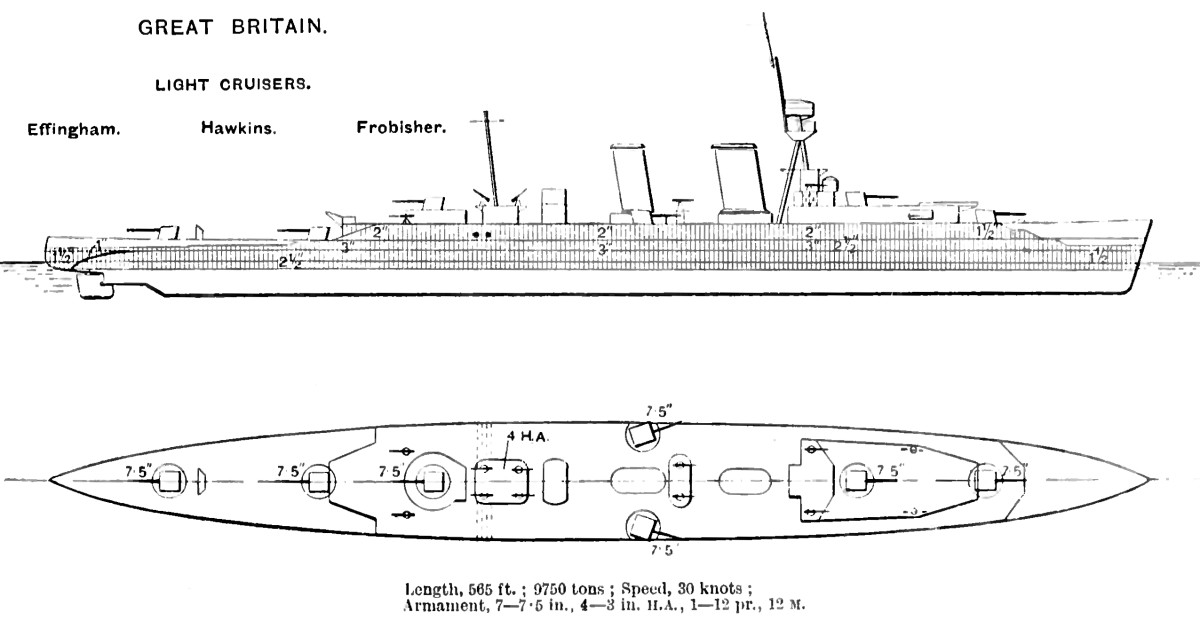
Sơ đồ lớp tàu tuần dương Hawkins như được mô tả trong Brassey's Naval Annual 1923

Lớp tàu tuần dương Hawkins là phiên bản cải tiến từ lớp phụ Birmingham của lớp tàu tuần dương Town, cho dù ban đầu chúng được biết đến như là kiểu "Birmingham cải tiến". Quá trình thiết kế chúng trải qua một thiết kế sơ thảo trung gian năm 1912 được biết đến dưới tên gọi "Tàu tuần dương Đại Tây Dương", trang bị cỡ pháo hỗn hợp 190 mm (7,5 inch) và 152 mm (6 inch), được thiết kế để đối phó với những tàu tuần dương lớn của Hải quân Đế quốc Đức được cho là trang bị pháo 170 mm (6,8 inch).
Vào năm 1915, một thiết kế tàu tuần dương mới được chuẩn bị nhằm mục đích bảo vệ các tuyến đường thông thương hàng hải tại các vùng biển xa, đặt ra yêu cầu phải có vũ khí mạnh, tầm hoạt động xa và tốc độ cao, có nghĩa là một con tàu lớn. Các con tàu tuần dương lớn trước đây đều theo kiểu tàu tuần dương bọc thép hoặc tàu tuần dương bảo vệ, vốn đã trở thành lạc hậu do việc sử dụng động cơ turbine hơi nước đốt dầu, và bị qua mặt bởi các tàu chiến-tuần dương và tàu tuần dương hạng nhẹ. Thiết kế của lớp Hawkins về căn bản dựa trên một tàu tuần dương hạng nhẹ được mở rộng đủ để gia tăng tầm xa hoạt động và vũ khí mạnh như yêu cầu. Đề nghị về một dàn pháo chính hỗn hợp gồm các cỡ pháo 234 mm (9,2 inch) và 152 mm (6 inch) đã bị loại bỏ do kinh nghiệm trong thời chiến cho thấy những khó khăn trong việc điều khiển một dàn pháo hỗn hợp vì không thể phân biệt hiệu quả của các cỡ đạn pháo khác nhau. Do đó một dàn pháo đồng nhất cỡ 190 mm (7,5 inch) được áp dụng, được điều khiển bởi một hệ thống kiểm soát hỏa lực.
Các nồi hơi thoạt tiên là một sự phối hợp kiểu đốt than và đốt dầu nhằm đảm bảo sự cung cấp nhiên liệu tại các căn cứ xa xôi; vào thời mà than sẵn có hơn và các con tàu có thể đi đường trường bằng than thuần túy. Công suất của hệ thống động lực là 60.000 mã lực, cho phép đạt được tốc độ tối đa 55,6 km/h (30 knot). Tuy nhiên, chỉ có Hawkins và Vindictive được hoàn tất với cấu hình như vậy; những chiếc khác đã không vội vàng khi chế tạo và chỉ hoàn tất sau chiến tranh với nồi hơi đốt dầu toàn bộ, nâng công suất động cơ lên 70.000 mã lực và tốc độ tối đa đạt được 57,4 km/h (31 knot).
Những con tàu này không còn phù hợp với nhu cầu của Hải quân Hoàng gia trong giai đoạn sau Chiến tranh Thế giới thứ nhất, khi Anh Quốc cần một số lượng nhiều các tàu tuần dương, chứ không phải là những tàu mạnh mẽ riêng lẻ. Dù sao chúng vẫn được cho hoàn tất, vì việc cho tháo dỡ chúng ngay trên triền đà xem ra là một sự lãng phí. Với trọng lượng rẽ nước ngay dưới mức 10.000 tấn và trang bị pháo 190 mm (7,5 inch), chúng trở thành kiểu mẫu cho các thiết kế tàu tuần dương hạng nặng dựa trên những giới hạn được đặt ra bởi Hiệp ước Hải quân Washington năm 1922.

## Vindictive

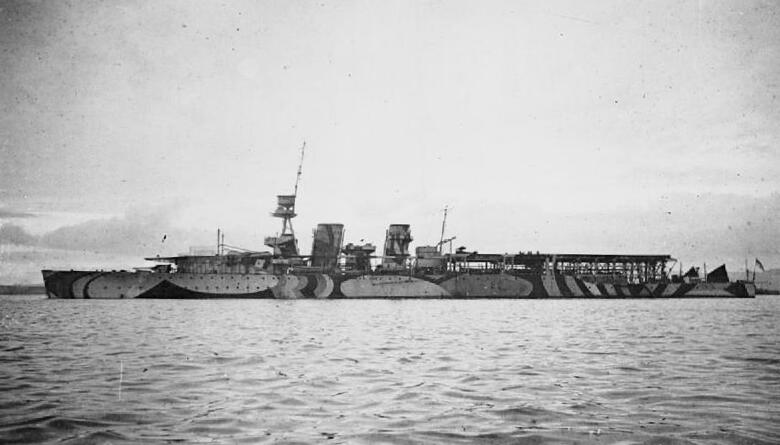
Tàu sân bay HMS Vindictive không lâu sau khi hoàn tất

Chiếc thứ năm và là chiếc cuối cùng của lớp được đặt lườn dưới tên gọi Cavendish, nhưng nó được thay đổi thành một tàu sân bay trong khi được chế tạo và được đặt lại tên là Vindictive để tiếp nối cái tên của chiếc tàu tuần dương bị đánh chìm trong cuộc tấn công Ostend thứ hai. Việc chế tạo nó được thúc đẩy nhanh để đưa nó vào hoạt động trước những con tàu chị em. Vindictive có một sàn cất cánh dài 100 foot (30 m) phía trước và một sàn hạ cánh dài 215 foot (66 m) phía sau, cùng một sàn chứa máy bay có khả năng mang cho đến tám máy bay. Nó được trang bị bốn khẩu pháo 190 mm (7,5 inch) và sáu khẩu 12-pounder phòng không. Đến năm 1923 nó được cho quay trở lại làm một tàu tuần dương, nhưng vẫn giữ lại sàn chứa máy bay phía trước và không được trang bị tháp pháo 'B'; thay vào đó nó mang cần cẩu và máy phóng dành cho thủy phi cơ. Sau năm 1935 nó không còn là một tàu tuần dương, chỉ còn phục vụ như tàu huấn luyện, tàu sửa chữa và tàu tiếp liệu.

## Những sự cải tiến
Không có chiếc nào được hoàn tất với cấu hình pháo hạng hai theo thiết kế ban đầu. Hawkins chỉ trang bị pháo phòng không 12-pounder, trong khi các con tàu chị em Raleigh, Frobisher và Effingham trang bị hai hoặc ba pháo QF 102 mm (4 inch) Mark V bố trí trên các bệ Mark III góc cao. Vào năm 1929, Hawkins thay thế các khẩu pháo 12 pounder của nó bằng số lượng tương đương pháo QF 102 mm (4 inch) cùng kiểu như những tàu chị em với nó. Frobisher được giải giáp một phần thành một tàu huấn luyện vào năm 1932, nhưng quay ngược trở lại làm một tàu tuần dương vào năm 1937 khi Vindictive được tháo bỏ vũ khí một cách đặc biệt cho vai trò này.
Những con tàu này được dự định để loại bỏ vào năm 1936, nhưng sự căng thẳng trong quan hệ quốc tế ngày càng gia tăng đã khiến cho chúng được giữ lại. Vào năm 1937, Effingham được tái cấu trúc như một tàu tuần dương hạng nhẹ với chín khẩu pháo BL 152 mm (6 inch) Mark XII bố trí trên các tháp pháo CP Mark XIV nòng đơn. Chúng được bố trí bắn thượng tầng phía trước ở các vị trí 'A', 'B' và 'C', ở hai bên mạn tàu, ba vị trí phía sau 'W', 'X' và 'Y' cùng một khẩu pháo thứ chín trên sàn đuôi tàu ở vị trí 'Z'. Các phòng nồi hơi phía sau được tháo dỡ và các ống khói được sáp nhập vào một ống khói lớn duy nhất. Dàn pháo hạng hai bao gồm tám khẩu pháo QF 102 mm (4 inch) Mark XVI trên các bệ Mark XIX nòng đôi, tám pháo QF 2 pounder Mark VIII bố trí trên hai tháp pháo Mark VII bốn nòng và 12 súng máy Vickers 12,7 mm (0,5 inch) trên ba tháp súng Mark I bốn nòng. Các ống phóng ngư lôi ngầm dưới nước được tháo bỏ. Nó có một cầu tàu mới và một tháp quan sát bên trên; nó cũng mang theo một cần cẩu ở giữa tàu, nhưng chưa từng được trang bị máy phóng hay máy bay.
Đã có kế hoạch để tái cấu trúc Hawkins và Frobisher theo cấu hình tương tự, nhưng những kế hoạch có ưu tiên khác đã ngăn trở điều này. Chúng được tái vũ trang cho chiến tranh với tất cả các khẩu pháo 7,5 inch (191 mm) của chúng, ngoại trừ trên chiếc Frobisher được tháo dỡ các khẩu pháo bên cánh để cho sàn pháo 4 inch (102 mm) có thể mở rộng ra hai bên mạn tàu. Vào năm 1940, chúng được trang bị hai (Hawkins) đến bốn (Frobisher) khẩu đội 2-pounder "pom-pom" phòng không bốn nòng và bảy (Frobisher) hoặc tám (Hawkins) pháo phòng không Oerlikon 20 mm nòng đơn Mark III. Chúng được trang bị một bộ radar centi-mét Kiểu 273 dò tìm mục tiêu trên cầu tàu, Kiểu 286 cảnh báo không trung trên cột ăn-ten chính, Kiểu 275 dành cho hệ thống kiểm soát hỏa lực HACS cho dàn pháo QF 102 mm (4 inch) để đo tầm xa, và riêng trên Frobisher còn có một cặp radar Kiểu 282 điều khiển pháo phòng không pom-pom trên cầu tàu. Các bổ sung trong thời chiến cũng tăng cường thêm số lượng pháo phòng không 20 mm.

## Lịch sử hoạt động

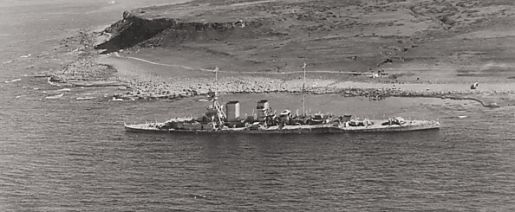
Tàu tuần dương HMS Raleigh mắc cạn tại Point Amour năm 1922

Raleigh có cuộc đời phục vụ ngắn nhất so với mọi chiếc khác trong lớp Hawkins, chỉ được đưa vào hoạt động được một năm trước khi bị đắm do mắc cạn và sau đó bị tháp dỡ. Effingham bị mất sớm vào đầu Chiến tranh Thế giới thứ hai trong chiến dịch Na Uy; bị mắc cạn vào một bãi đá ngầm không biểu thị trên hải đồ, nó bị buộc phải bỏ lại và bị hỏa lực của tàu bạn phá hủy. Hawkins tiếp tục phục vụ trong cuộc chiến hộ tống cho các đoàn tàu vận tải tại Ấn Độ Dương, cũng như bắn pháo hỗ trợ cho cuộc đổ bộ Normandy. Frobisher cũng đảm trách một vai trò tương tự và là tàu tiếp liệu tại Normandy; cả hai được đưa về nhiệm vụ huấn luyện vào năm 1945, với giàn hỏa lực được tháo dỡ một phần. Vindictive đã phục vụ trong cả hai cuộc thế chiến trong nhiều vai trò khác nhau, trước khi bị tháo dỡ vào năm 1946.

## Những chiếc trong lớp
| Tàu       | Đặt lườn            | Hạ thủy             | Hoạt động           | Số phận |
| Hawkins   | 3 tháng 6 năm 1916  | 1 tháng 10 năm 1917 | 19 tháng 7 năm 1919 | Bị bán để tháo dỡ 26 tháng 8 năm 1947 |
| Raleigh   | 4 tháng 10 năm 1916 | 28 tháng 8 năm 1919 | tháng 7 năm 1921    | Bị đắm tại vịnh Forteau, Labrador 8 tháng 8 năm 1922 |
| Frobisher | 2 tháng 8 năm 1916  | 20 tháng 3 năm 1920 | 3 tháng 10 năm 1924 | Bị bán để tháo dỡ 26 tháng 3 năm 1949 |
| Effingham | 2 tháng 4 năm 1917  | 8 tháng 6 năm 1921  | 9 tháng 7 năm 1925  | Cải tạo thành tàu tuần dương hạng nhẹ 1937. Bị đắm ngoài khơi Bodø, Na Uy 18 tháng 5 năm 1940                                                                                 |
| Cavendish | tháng 7 năm 1916    | 17 tháng 1 năm 1918 | tháng 10 năm 1918   | Tàu sân bay Vindictive 29 tháng 6 năm 1918; tàu tuần dương 1923–1925; tàu huấn luyện 1937, tàu sửa chữa 1940, tàu tiếp liệu khu trục 1944. Bị bán để tháo dỡ tháng 2 năm 1946 |